# Pokémon: Twilight Wings
Pokémon: Twilight Wings (ポケットモンスター 薄明の翼, Poketto Monsutā Hakumei no Tsubasa) er en japansk net-animeserie produceret af Studio Colorido og som udgives på YouTube af The Pokémon Company. Serien tager inspiration fra Pokémon Sword og Shield-spillene, men som ikke er en del af TV-serien ligesom de forrige serier, Pokémon Origins og Pokémon Generations. Det er annonceret, at serien vil bestå af 7 afsnit à 5 minutter. Det første afsnit blev udgivet den 15. januar, 2020, og flere afsnit blev løbende udgivet månedligt. Serien blev annonceret i december 2019. Et nyt afsnit skulle have været udgivet på en månedlig basis, men i maj 2020 blev det annonceret at det femte afsnit ville blive udskudt til den 5. juni grundet Coronaviruspandemien i 2019-2020.
Serien afsluttede oprindeligt den 6. august 2020, da det 7. afsnit blev udgivet. Dog blev et ekstraafsnit udgivet med titlen "The Gathering of Stars" (EXPANSION ～星の祭～), baseret på DLC til Pokémon Sword og Shield, The Isle of Armor og The Crown Tundra, som havde premiere den 5. november 2020 på japansk og senere den 17. november 2020 på engelsk.

## Afsnit
| # | Titel | Japansk visning  | International visning |
| --- | --- | ---------------- | --------------------- |
| | |                  |                       |
| 1 | "Letter" 'Brevet' "Tegami" (手紙)                                                                             | 15. januar 2020  | 15. januar 2020       |
| Drengen John, der er hospitalsindlagt i Galar-regionen og fan af Pokémonmesteren Leon, skriver et brew til Formand Rose, som bestyrer Galars Pokémonliga.                                                                                      | |                  |                       |
| 2 | "Training" 'Træning' "Shugyō" (修行)                                                                          | 18. februar 2020 | 18. februar 2020      |
| Dette afsnit følger Styrkecenter-lederen Bea i hendes træning, som hun forbereder sig på en omkamp mod Pokémonmesteren Leon. | |                  |                       |
| 3 | "Buddy" 'Makker' "Aibō" (相棒)                                                                                | 17. marts 2020   | 17. marts 2020        |
| Hops beundring af Leon og hans Charizard får hans Wooloo til at føle sig ligegyldig. Wooloo stikker af og Hop følger efter for at finde sin ven.                                                                                               | |                  |                       |
| 4 | "Early-Evening Waves" 'Aftenbølger' "Yū nami" (夕波)                                                          | 17. april 2020   | 21. april 2020        |
| Styrkecenter-lederen Nessa, som specialiserer sig i vand-Pokémon, reflekterer over sine bedrifter, efter hun tabte en dyst mod Milo. | |                  |                       |
| 5 | "Assistant" 'Sekretær' "Hisho" (秘書)                                                                         | 5. juni 2020     | 4. juni 2020          |
| En arbejdsdag for Macro Cosmos' Vicedirektør Oleana, assistent og sekretær til formand Rose, som holder firmaet kørende, mens formanden er borte.                                                                                              | |                  |                       |
| 6 | "Moonlight" 'Måneskinsnat' "Tsukiyo" (月夜)                                                                   | 3. juli 2020     | 2. juli 2020          |
| Efter at være kommet op at skændes med sin ven John, vil Tommy gøre det godt igen. Han får hjælp fra Allister, Galars Spøgelses-type-styrkecenterleder, på den allermest usædvanlige måde.                                                     | |                  |                       |
| 7 | "Sky" 'Himmel' "Sora" (空)                                                                                    | 6. august 2020   | 6. august 2020        |
| Dagen for Leons mesterskabsdyst er kommet, og takketvære Johns brev er alle børnene på hospitalet blevet inviteret til at deltage! Men fordi han er så spændt, sover John over sig og gør næsten klip af sin chance for at tage til stadionet. | |                  |                       |
| 8 | "The Gathering of Stars" 'EXPANSION: Stjernefestival' "EXPANSION ～Hoshi no matsuri～" (EXPANSION ～星の祭～) | 5. november 2020 | 17. november 2020     |
| Efter at have mistet titlen som Mester besøger Leon sin gamle læremester, for at spørge om råd. Han deltager så i den hidtil mest spændende Pokémon-turnering.                                                                                 | |                  |                       |

## Kritik
Visse Pokémon-arter, som oprindeligt ikke var med i Sword and Shield-spillene (så some Dewgong) var med i det fjerde afsnit af den animerede serie, hvilket adskillelige fans syntes var vildledende. The Pokémon Company responderede med en offentlig undskyldning.